# Deutschland gegen … – Die Revanche
Deutschland gegen … – Das Duell bzw. Deutschland gegen … – Die Revanche war eine Event-Showreihe, die seit dem 2. Juni 2010 in Sat.1 ausgestrahlt wurde. Prominente Menschen aus Deutschland spielten gegen eine andere Nation in Wettbewerben wie z. B. „Am laufenden Band“ oder „Flaggen parken“ gegeneinander.

## Produktion & Ausstrahlung
Kurz vor dem Beginn der Fußball-Weltmeisterschaft 2010 in Südafrika, bei der es durchaus zu einem Duell zwischen Deutschland und den Niederlanden kommen konnte, ließ Sat.1 die beiden Nationen in einem von Johannes B. Kerner, der unter anderem für solche Shows zum Sender in Unterföhring kam, moderierten und von „hurricane Fernsehproduktion GmbH“ in einer Live-Übertragung aus dem stillgelegten Flughafen Berlin-Tempelhof produzierten Show, gegeneinander antreten – mit Erfolg. Man holte durchschnittlich 14,7 % in der werberelevanten Zielgruppe der 14- bis 49-Jährigen, so dass man eine zweite Ausgabe in Auftrag gab, und man sich entschied eine Reihe Deutschland gegen … – Das Duell produzieren zu lassen.
Nachdem die zweite Episode (gegen die Türkei) die werberelevanten Quoten gar noch steigerte, stand einer dritten Ausgabe eigentlich nichts im Weg. Allerdings rückte die Mistral Media AG, die hurricane besitzt, in ein schlechtes Licht, nachdem man Strafanzeige gegen seinen Ex-Chef erstattete, so dass man sich entschied ab sofort die Ausgaben von Kerners Produktionsfirma jkb-tv herstellen zu lassen. Obwohl man ankündigte, dies nur einmalig zu tun, wurde auch die 4. Ausgabe von jkb-tv produziert.
Beide von dieser Firma produzierten Episoden floppten aus Sicht der Einschaltquoten.
Unter dem Titel Deutschland gegen Holland – Die Revanche wurde im Juli 2013 eine Neuauflage produziert und ausgestrahlt. Die Moderation übernahmen Matthias Killing und Andrea Kaiser. Die Produktion übernahm diesmal Eyeworks.

## Episoden und Einschaltquoten
| Ausgabe                            | Datum         | Gegner      | Gewinner    | Ergebnis | Gespielte Spiele | Zuschauer | Zuschauer       | Marktanteil | Marktanteil     |
| Ausgabe                            | Datum         | Gegner      | Gewinner    | Ergebnis | Gespielte Spiele | Gesamt    | 14 bis 49 Jahre | Gesamt      | 14 bis 49 Jahre |
| ---------------------------------- | ------------- | ----------- | ----------- | -------- | ---------------- | --------- | --------------- | ----------- | --------------- |
| Deutschland gegen … – Das Duell    |               |             |             |          |                  |           |                 |             |                 |
| 01                                 | 2. Juni 2010  | Niederlande | Niederlande | 13 : 42  | 10/11            | 2,95 Mio. | 1,54 Mio.       | 11,4 %      | 14,7 %          |
| 02                                 | 6. Okt. 2010  | Türkei      | Türkei      | 33 : 45  | 12/12            | 3,09 Mio. | 1,60 Mio.       | 12,8 %      | 15,4 %          |
| 03                                 | 23. März 2011 | Österreich  | Österreich  | 50 : 55  | 14/14            | 2,25 Mio. | 1,06 Mio.       | 9,3 %       | 10,5 %          |
| 04                                 | 20. Apr. 2011 | Italien     | Deutschland | 70 : 50  | 15/16            | 2,13 Mio. | 0,97 Mio.       | 8,6 %       | 9,7 %           |
| Deutschland gegen … – Die Revanche |               |             |             |          |                  |           |                 |             |                 |
| 05                                 | 26. Juli 2013 | Niederlande | Niederlande | 28 : 50  | 12/13            | 1,23 Mio. | 0,52 Mio.       | 6,3 %       | 7,2 %           |
| 06                                 | 23. Aug. 2013 | Österreich  | Österreich  | 34 : 57  | 13/13            | 1,43 Mio. | 0,63 Mio.       | 6,0 %       | 7,6 %           |